# Madenphloeus
Madenphloeus is een geslacht van kevers uit de familie somberkevers (Zopheridae).

## Soorten
Deze lijst is mogelijk niet compleet.
- M. fairmairei
- M. villiersi